# تپه چم آسن ۲
تپه چم آسن ۲ مربوط به هزاره ۵ قبل از میلاد - هزاره اول قبل از میلاد - دوره اشکانیان است و در شهرستان کوهدشت، بخش مرکزی، دهستان کوهدشت شمالی، ۱۰۰ متری جنوب روستای چم آسن واقع شده و این اثر در تاریخ ۲۸ اسفند ۱۳۸۵ با شمارهٔ ثبت ۱۸۸۱۲ به‌عنوان یکی از آثار ملی ایران به ثبت رسیده است.